# 十字栅盾虫
十字栅盾虫（学名：Phractopelta cruciata）为栅盾虫科栅盾虫属的动物。分布于马尔加什以及中国东海等海域。